# Rupture (matériau)
Pour les articles homonymes, voir Rupture.

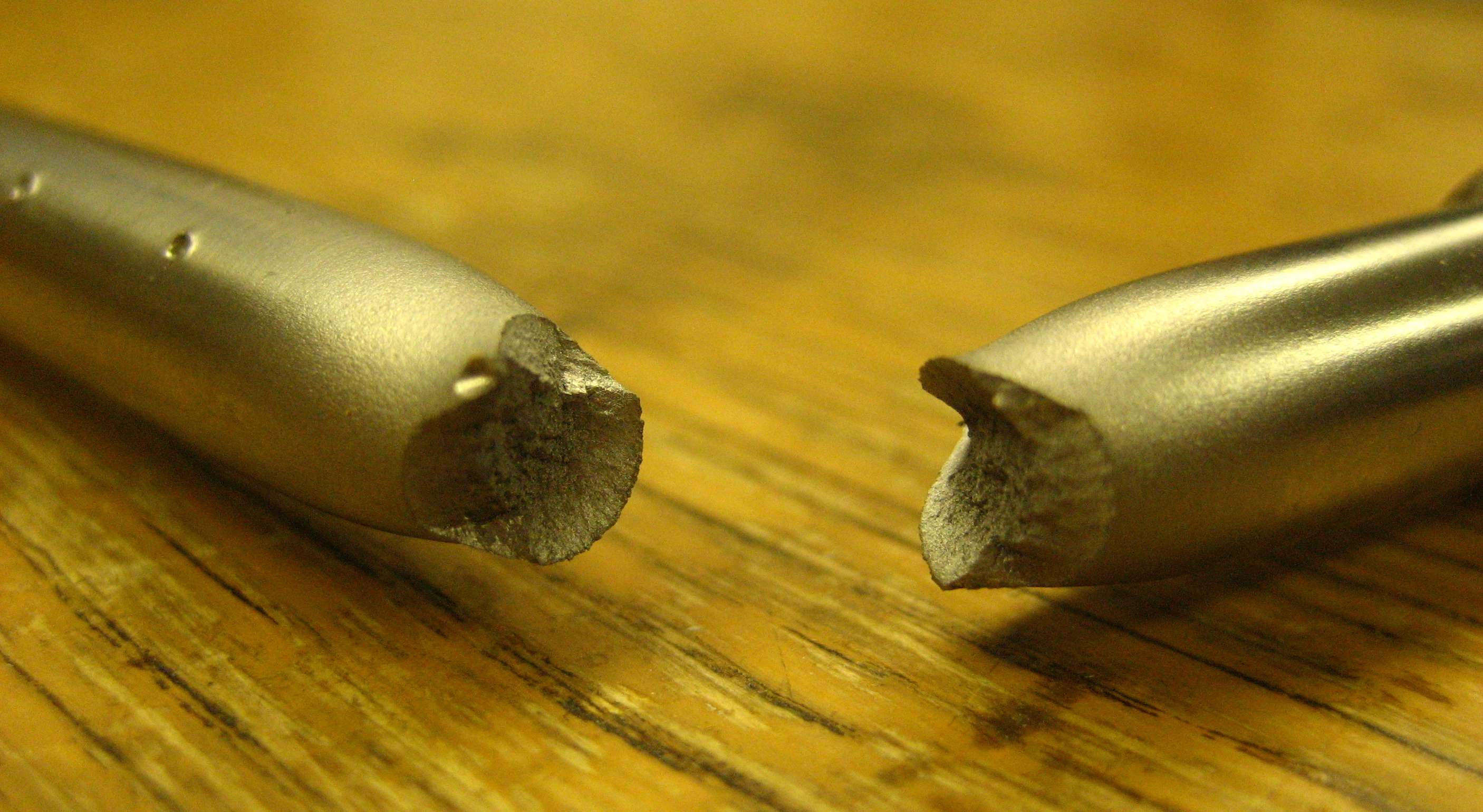
Rupture ductile après contrainte axiale

Courbe de traction idéale d'un matériau ductile

Courbe de traction typique pour un matériau fragile

En science des matériaux, la rupture ou fracture d'un matériau est sa séparation, partielle (comme une crique, une fissure ou une brisure) ou complète, en deux ou plusieurs pièces sous l'action d'une contrainte.
Une rupture peut être souhaitée par le concepteur de la pièce comme dans le cas de la conception de dispositifs de sécurité, ou au contraire être évitée en mettant en adéquation la fonction de cette pièce avec les dimensionnements et choix des matériaux utilisés et des procédés de fabrication.
La rupture fragile, au contraire de celle ductile, est caractérisée par l'absence de déformation plastique macroscopique, et donc par la propagation très rapide des fissures avec faible consommation d'énergie. Dans le cas d'un cristal, la rupture est bien nette, elle suit des plans cristallographiques, on parle de rupture par clivage.
Le matériau peut rompre avant d'avoir quitté le régime élastique. C'est le cas des céramiques et, à basse température, des métaux cubiques centrés ou de certains polymères.
La rupture par fissuration rapide peut aussi intervenir pour des conditions anormales :
- basse température ;
- grande vitesse d'application de la charge (choc mécanique) ;
- fatigue ;
- défauts préexistants ou créés en service (le critère de Griffith permet alors d'estimer la contrainte à la rupture) ;
- irradiation aux neutrons à haute fluence dans un réacteur nucléaire ;
- présence d'hydrogène atomique fragilisant l'acier.

| Matériau     | Traction | Cisaillement |
| ------------ | -------- | ------------ |
| Acier S235   | 360      | 0,4          |
| Béton C25/30 | 2,6      | 1,0          |